# BTC-E
BTC-E — ныне закрытая интернет-площадка торгов фиатными валютами и криптовалютами в реальном времени, ориентированная в первую очередь на русскоязычных пользователей. По состоянию на март 2014 года занимала третье место по объёму торгов на паре биткойн/доллар и первое на паре биткойн/рубль. Собственники площадки не раскрывались. Летом 2017 года сервис был закрыт, а серверы и активы, расположенные в США, арестованы ФБР. Аккаунты клиентов перешли на новый сервис обмена WEX, который в конце 2018 года также прекратил работу, не вернув клиентам их активы.

## Особенности
- Был доступен торговый API, что позволяло использовать для торговли сторонние программы, в том числе автоматизированные торговые системы.
- Была доступна двухшаговая аутентификация при помощи Google Authenticator (используется на отдельном устройстве с отсутствием необходимости подключения его к интернету, но с правильным временем; можно было использовать приложение не от Google, использовавшее такой же криптографический стандарт).
- Помимо русского и английского, имелся китайский чат, который появился после всплеска регистраций с китайских IP-адресов. Изначально через чаты также осуществлялась техническая поддержка, однако после увеличения количества пользователей вся техническая поддержка стала осуществляться только через систему тикетов. Когда из-за ещё большего увеличения количества пользователей поток сообщений стал слишком быстрым, были введены ограничения на чат:

1. Временной интервал между сообщениями одного пользователя.
2. В чат не могут писать пользователи с суммарным балансом менее 1000 долларов.

## История работы
Биржа BTC-e начала тестирование торговли «на виртуальные средства» несколькими криптовалютными парами и обмена биткойнов на доллары США 17 июля, а торговлю на реальные деньги — 7 августа 2011 года. 25 октября того же года в числе прочих была добавлена пара биткойн — российский рубль.
В своё время BTC-e была самой популярной русскоязычной площадкой обмена криптовалют. На пике она входила в мировую «двадцатку» подобных площадок, её суточный заявленный оборот достигал 66 млн долларов в день. По расчётам правоохранительных органов США с момента запуска и до закрытия одних биткойнов на ней было продано на сумму не менее 4 млрд долларов.
Реальные собственники BTC-e скрывались за сетью офшоров и номиналов. В интервью отраслевому порталу CoinDesk представитель BTC-e рассказывал лишь, что площадка была основана выпускниками «Сколково» по имени Алексей и Александр.
В 2012 году BTC-E подверглась успешной атаке злоумышленника, путём имитации пополнения нескольких учётных записей долларами через систему Liberty Reserve и скупкой криптовалют (Bitcoin, Litecoin и Namecoin), которую в отличие от фиатных денег можно было вывести автоматически. Узнав о случившемся, администрация сообщила, что злоумышленнику не удалось похитить все деньги, а только 4500 BTC (эквивалент 40000 $ по курсу в тот момент), поскольку бо́льшая часть bitcoin хранилась в офлайне и сообщила, что площадка закрываться не будет, а пользователи от атаки не пострадают. После чего, в ходе технических работ, отменила нелегитимные сделки и вернула балансы пользователей в актуальное состояние.
Также как и Mt.Gox, площадка BTC-E периодически подвергалась DDoS-атакам, включая очень мощные.
22 января 2016 года сайт был внесён в реестр запрещённых сайтов по решению Приморского районного суда г. Санкт-Петербурга. С 23 января 2016 по 25 июля 2017 года сайт был доступен по адресу btc-e.nz.

## Остановка работы в 2017 году
25 июля 2017 года, в 13:49 по Московскому времени сайты btc-e.nz и btc-e.com перестали функционировать, через 7 минут на официальном twitter-канале было опубликовано сообщение о проведении незапланированных работ. В 18:41 было опубликовано сообщение о том, что работы скоро будут завершены, по состоянию на 10:43 26 июля 2017 года сайты не работали.
Впоследствии греческими СМИ и Reuters было объявлено о задержании 25 июля 2017 года Александра Александровича Винника по обвинению в отмывании денег. В документах Минюста США, направленных греческим властям, Александр Винник назван одним из руководителей преступной организации, которая отмывала деньги с помощью биткойнов и BTC-E. Предлагается на BTC-Е наложить штраф в размере 110 млн долларов США, Винника оштрафовать на 12 млн долларов. На канале BTC-Е в twitter сообщается о работах по восстановлению сервиса, примерные сроки от 5 до 10 дней, по состоянию на 11:42 26 июля 2017 года.
31 июля на форуме bitcointalk от пользователя «btc-e.com» появилось сообщение о том, что 25 июля сотрудники ФБР изъяли в дата-центре всё оборудование BTC-E. 28 июля был заблокирован домен. Часть средств сервиса были арестованы ФБР (сумма арестованных средств неизвестна). Предполагается, что если работа сервиса не будет возобновлена до конца августа, то с 1 сентября начнётся возврат средств. В этом же сообщении утверждается, что Александр Винник никогда не был руководителем или сотрудником сервиса BTC-E.
3 августа на форуме bitcointalk от пользователя «btc-e.com» появилось сообщение о том, что сотрудники сервиса получили доступ к базам данных и кошелькам, обещают уточнить ситуацию до 13 августа. Также, по словам пользователя, основные потоки фидуциарных денег проходили через компанию Mayzus Financial Services Ltd, счета которой арестованы. Владелец компании Mayzus Financial Services Ltd. подтвердил, что заблокированы все счета, которые по его мнению имели отношение к BTC-E. Об этом уведомлен финансовый регулятор и информация о владельцах счетов передана правоохранительным органам Великобритании.
30 августа на форуме bitcointalk пользователь «btc-e.com» сообщил о планах запустить сервис в три этапа: 1) старая компания до 15 сентября 2017 года передаст новой компании персональные данные пользователей в соответствии с европейским законодательством в этой области; 2) лицензируемая финансовая инвестиционная компания возьмёт на себя реструктуризацию цифровых активов новой компании и зарегистрирует данные о пользователях у себя; 3) эта же финансовая компания проведёт аудит и регистрацию персональных данных в соответствии с законами по борьбе с отмыванием денег и процедурами «Знай своего клиента». Дальнейшие операции будут проводиться этой компанией под своей финансовой лицензией. Для проверки балансов и уточнения данных временно (до 2 сентября 2017 года) возобновляется работа службы на старом домене btc-e.nz.

## Перезапуск на другой площадке, проблемы с выводом средств и закрытие
15 сентября 2017 года начал работать сайт wex.nz. Сообщалось, что новая площадка не получала средства от BTC-E, нигде не говорилось о правопреемственности. При этом WEX получила от BTC-E регистрационную информацию о клиентах и состояние их балансов, которые планировалось зачислить в виде реальных активов (61,79 % от прежнего баланса в денежной и криптовалютной формах) и в виде бонусных токенов (38,21 % от прежнего баланса). Токены можно использовать для операций как самостоятельный платёжный инструмент. Планировалось, что токены будут выкупаться за деньги и криптовалюты.
В начале июля 2018 года появилась информация о том, что сервис Wex.nz планирует приобрести бывший ополченец ДНР Дмитрий Хавченко с позывным «Морячок», но позднее Хавченко сообщил, что отказывается от этой идеи.
11 июля стоимость криптовалют на WEX значительно превысила среднюю на других обменных площадках, что вызвало подозрения о возможном «экзит-скаме». Спустя несколько дней, 16 июля 2018 года Wex.nz закрыла вывод большинства криптовалют. По сообщению твиттер-аккаунта WEX Official, блокировка была связана с техническими работами, а вывод должен быть открыться 22 августа, чего, однако, так и не состоялось. Несмотря на невозможность вывода средств, по состоянию на начало ноября 2018 года сайт Wex.nz продолжал работать. При этом объём торгов был незначительным, а стоимость некоторых криптовалют превышала среднерыночную в десятки раз. С 23 августа 2018 года от WEX не поступало никаких официальных заявлений или комментариев.
29 октября 2018 года генеральный директор Binance Чжао Чанпэн сообщил, что из принадлежащих Wex кошельков были предприняты попытки вывода через Binance криптовалют на сумму в миллионы долларов, в ответ на что Binance заморозила счета, на которые поступили активы. Чжао выразил готовность сотрудничать с правоохранительными органами в случае официального расследования против Wex.
21 ноября 2018 года домен wex.nz был заблокирован решением регистратора, так как во время проведения проверки по жалобам выяснилось, что владельцы сайта предоставили недостоверные сведения и не смогли подтвердить их подлинность. Через несколько часов в официальном Twitter-аккаунте сервиса WEX появилось сообщение с просьбой использовать зеркало wex.link. Пользователи стали жаловаться, что e-mail сообщения приходят не на все почтовые сервисы, что ограничило некоторые функции площадки. Графики на платформе tradingview.com перестали получать и отображать актуальную информацию по торгам.
С 27 ноября пользователи стали жаловаться на невозможность входа в аккаунт. 28 ноября новый домен wex.link был также заблокирован регистратором. В официальном Твиттер-аккаунте Wex были предложены другие варианты, однако, все они очень быстро также подвергались блокировке. Некоторые пользователи продолжали пользоваться сервисом, вручную внося последние известные IP-адреса сайта в файл «hosts», но в декабре пропала и такая возможность.
5 декабря стало известно, что сервис всё-таки купил Дмитрий Хавченко. Поскольку сотрудники сингапурского бизнес-реестра, где она была зарегистрирована, отказались переоформить её на него лично (возможно, из-за его участия в вооружённом конфликте на Донбассе), официальным владельцем Wex стала его проживающая в Москве дочь Дарья Хавченко. По словам бывшего ополченца, он купил сайт wex.nz с целью сделать его «площадкой по финансовой поддержке непризнанных республик» а также для «борьбы с засильем доллара». Однако, более правдоподобной целью, по мнению журналиста BBC Андрея Захарова, является не перезапуск сервиса (торги фактически прекращены, а восстановить доверие к площадке уже невозможно), а охота за «сокровищами Винника», то есть попытка найти и заполучить хотя бы часть разбросанных по миру активов BTC-E, оценивающихся в 200—500 миллионов долларов США. Сам Хавченко подтвердил свои намерения включиться в борьбу за эти средства, что является рискованным, так как на них есть и другие претенденты, а спецслужбы США в случае их обнаружения постараются наложить на них арест.

## Расследование пропажи средств
В сентябре 2018 года была создана инициативная группа трейдеров WEX, целью которой является отстаивание интересов потерявших деньги участников, освещение проблемы в СМИ, а также поиск лиц, виновных в незаконном присвоении средств. В частности, группа собирает данные для подачи коллективного иска и даёт рекомендации по подаче индивидуальных заявлений в полицию.
В конце 2018 года российскими правоохранительными органами было возбуждено уголовное дело по статье 159 «Мошенничество».
По мнению Дмитрия Хавченко, деньги биржи якобы остались у admin’а.

### Показания свидетелей
Алексей Викторович Билюченко утверждает, что в начале 2010-х на одном из форумов познакомился с пользователем под ником WME, за которым якобы скрывался Александр Винник. В 2011 году WME и Билюченко запустили биржу по продаже криптовалюты, дав ей имя BTC-e. WME отвечал за финансовые операции, Билюченко — за техническую часть, поэтому он взял себе ник admin.
Долгое время Билюченко и Винник избегали личных встреч и общались только в мессенджерах, а впервые встретились только в 2014 году в Москве, утверждает admin в показаниях. В 2016 году admin с семьей приехал в гости к семье WME. Продолжением той встречи стало совместное решение поехать в Грецию на отдых, который закончился задержанием Винника и бегством Билюченко.
В августе 2017 года оставшемуся на свободе основателю биржи написал уроженец Беларуси Дмитрий Васильев. В последние годы он был крупным клиентом BTC-e, торгуя в интересах китайских инвесторов, поэтому и у него был контакт admin’а в одном из мессенджеров. Он предложил admin’у запустить BTC-e заново.
По словам Билюченко, с предпринимателем Константином Валерьевичем Малофеевым его свёл адвокат Тимофей Мусатов. Бывший официальный владелец Wex Дмитрий Васильев говорит, что к Малофееву создатели биржи пошли за «административным ресурсом», следует из протокола его допроса. Если верить показаниям admin’а, Малофеев мог заинтересоваться возможностью развития проекта легальной криптовалютной площадки Vladex во Владивостоке.
В конце апреля 2018 года Билюченко приехал в Москву и якобы отправился в офис Малофеева. На этой встрече некий «Антон» предложил Билюченко отдать «холодные кошельки» — флеш-карты, на которых в зашифрованном виде хранились криптовалютные активы биржи Wex. Билюченко отдал флешки, затем его повезли в приемную ФСБ на Кузнецком мосту в Москве. На следующий день Билюченко вновь отвезли в офис Малофеева. Там, утверждает admin, «Антон» якобы потребовал отдать всю криптовалюту, хранящуюся в кошельках Wex, заявив, что она пойдет в «фонд ФСБ России». Билюченко согласился перевести биткоины и другую криптовалюту. В кошельках Wex на тот момент хранилась криптовалюта биржи на сумму, эквивалентную 450 млн долларов, часть которой принадлежала клиентам. Летом 2018 года биржа была продана участвовавшему в войне на Донбассе на стороне пророссийских сил под позывным «Морячок» киевскому предпринимателю Дмитрию Хавченко.
Сам Малофеев отрицал связь с Wex, незадолго до выхода публикации «Би-би-си» «Лента.ру» и сразу несколько телеграм-каналов синхронно вышли с материалами, назначив виновным в исчезновении криптовалюты одного Билюченко.